# Xã Maple Ridge, Quận Delta, Michigan
Xã Maple Ridge (tiếng Anh: Maple Ridge Township) là một xã thuộc quận Delta, tiểu bang Michigan, Hoa Kỳ. Năm 2010, dân số của xã này là 766 người.